# Княженский
Кня́женский — посёлок в Брединском районе Челябинской области России. Административный центр Княженского сельского поселения.

## География
Посёлок находится на берегу реки Камысты-Аят, на расстоянии 39 км к северо-востоку от посёлка Бреды, административного центра района.

## Население
| 2002 | 2010 |
| ---- | ---- |
| 1268 | ↘816 |

### Половой состав
По данным Всероссийской переписи, в 2010 году численность населения посёлка составляла 816 человек (380 мужчин и 436 женщин).

## Улицы
| - ул. Братьев Мордвинцевых, - пер. Газовый, - ул. Генерала Григорьева, - пер. Дорожный, - пер. Интернациональный, | - пер. Колос, - пер. Металлургов, - пер. Мира, - пер. Молодёжный, - ул. Набережная, | - пер. Новый, - пер. Октябрьский, - пер. Пионерский, - ул. Садовая, - пер. Советский, | - пер. Степной, - пер. Строителей, - пер. Труда, - пер. Целинный, - пер. Школьная. |

## Инфраструктура
- Детский сад,
- Средняя школа имени Сергея Дорофеева и Дениса Козлова. Названа в честь солдат, погибших в Чечне и Дагестане[4].

## Известные уроженцы
- Григорьев, Василий Ефимович (1903—1965) — советский военачальник, генерал-майор.